# جمعية كشافة النيجر
جمعية كشافة النيجر هي المنظمة الكشفية الوطنية في النيجر. وقد تأسست في عام 1993 وأصبحت عضوا في المنظمة العالمية للحركة الكشفية في عام 1996. وتعتبر الجمعية مختلطة ولديها 3202 عضوا اعتبارا من عام 2011.

## روابط خارجية
- الموقع الرسمي